# Shorea albida
Shorea albida (tiếng Anh thường gọi là Light Red Meranti) là một loài thực vật thuộc họ Dipterocarpaceae. Loài này có ở Brunei, Indonesia, và Malaysia.